# Симетрије (физика)
Симетрије у физици су симетрије физичког система или физичког закона и односе се на инваријантност или коваријантност. Инваријантност физичког система или закона подразумева његову непроменљивост на трансформације. Коваријантност се односи на то да једначине које описују систем или закон задржавају свој облик, тј. постоји трансформација која решење једначине у једном координатном систему једнозначно пребацује у решење у другом координатном систему. 
У физици је концепт симетрије веома важан, јер симетрије физичких система поједностављују решавање проблема у њима. У квантној физици значај симетрије је још већи у односу на класичну физику, јер уопштавање особина омогућава теоретску предикцију нових феномена. Симетрије се у физици проналазе у свим областима проучавања и теорија симетрија има врло велику примену за разумевање и проучавање.
Да би неко микроскопско стање система било равнотежно, оно мора поседовади све симетрије као и закони кретања који га дефинишу. Код макроскопских система флуктуације дозвољене квантном физиком нису довољно јаке да трансформишу велики број честица система из једног у друго дозвољено стање и долази до нарушења симетрије система, као што су суперпроводност, Бозе-ајнштајновог кондензат, течни кристали, итд.

## Трансформација простора
Неке од најважнијих просторних трансформација су просторне инверзије (рефлексије све три осе), просторне транслације, ротације. Трансформације простора се своде на трансформације координатних система чија је математичка структура група. У физици се посматрају групе које припадају некој многострукости. Најпримењеније су Лијеве групе код којих су пресликавања међу елементима аналитичка пресликавања, а и област промене параметара, односно многострукост којој Лијеве групе припадају је аналитичка.
Просторне симетрије су оне трансформације координата или координатних система при којим једначине кретања не мењају облик.

## Симетрије у различитим областима физике
- Класична физика

У класичној физици су преко трансформација простора и времена дефинисане и трансформације брзине, односно импулса, а преко њих су дефинисане и трансформације свих других опсервабли.
- Квантна механика

У квантној механици се симетрије другачије појављују од налажења у класичној механици. Често коришћене симетрије су симетрија простор-времена и унутрашње симетрије. Стања физичког система у квантној механици су вектори у простору стања и њихове трансформације се репрезентују унитарним операторима у простору стања.
Формулисано преко комутатора, група трансформација представља симетрију уколико сви њени генератори комутирају са хамилтонијаном и тада су генератори кретања заправо константе кретања. Последица комутације генератора симетрије са хамилтонијаном повлачи особину да се хамилтонијан и подскуп сачињен од ових генератора могу дијагонијализовати истовремено. Тада својствена стања генератора симетрије дају додатне квантне бројеве који разликују стања исте енергије, односно уклањају дегенерацију, а при томе се одржавају у времену.
- Физика елементарних честица

У теорији елементарних честица симетрија има кључну улогу, јер је на основу ње урађена класификација честица и одређена њихова структура и без познавања њихове динамике.

## Нарушење симетрије у физици
Да би неко микроскопско стање система било равнотежно, оно мора поседовади све симетрије као и физички закони кретања који га дефинишу. У супротном, на основу квантне механике, увек постоји начин да се пређе из једног у друго стање система које је дозвољено симетријом, тако да стање које поседује мањи број симетрија од дозвољеног неће бити равнотежно.
Код великих макроскопских система, термалне или квантне флуктуације нису довољне да трансформишу систем из једног у друго дозвољено стање у коначном времену (у поређењу са старошћу универзума). Зато постоји велики број макроскопских система који се карактеришу нарушењем неке симетрије. На пример, неки од најпознатијих нарушења симетрија који доводе до нових феномена су суперпроводници, антиферомагнетици, фероелектрици, течни кристали, итд.